# Ausschreitungen am Alexanderplatz 1977
Die Ausschreitungen am Alexanderplatz waren gewalttätige Auseinandersetzungen zwischen Jugendlichen und Volkspolizisten in Ost-Berlin am 7. Oktober 1977. Dabei wurden über hundert Menschen verletzt und fünf getötet.

## Ereignisse

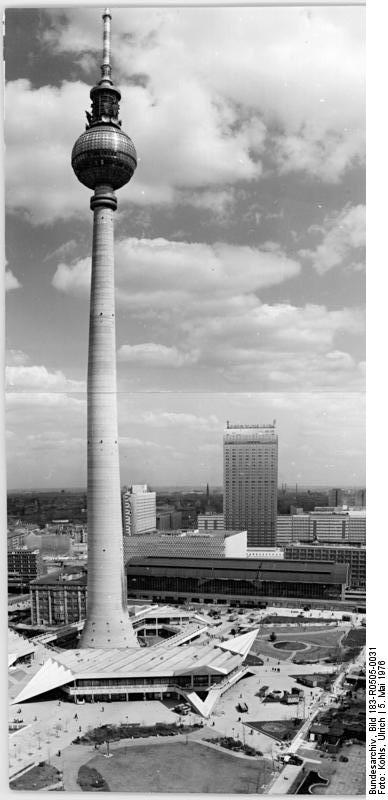
Fernsehturm, mit Lüftungsschacht (unten rechts, auf heller Freifläche), 1976

Am 7. Oktober 1977 traten auf dem Volksfest zum 28. Jahrestag der DDR auch verschiedene Musikgruppen auf dem Alexanderplatz auf. Auf der Südseite des Fernsehturms an der Rathausstraße spielte die Beatband Express. Diese hörte gegen 19 Uhr plötzlich auf zu spielen, was den Unmut im Publikum hervorrief. Stattdessen wurde ein sowjetisches Männertanzensemble auf die Bühne geholt.
Hintergrund war wahrscheinlich, dass zu dieser Zeit neun Jugendliche in einen erhöhten sechs Meter tiefen Lüftungsschacht gestürzt waren, auf dessen Gitterrosten sie gestanden hatten. Daraufhin versuchte die Volkspolizei einen Weg für die Rettungswagen durch die Besuchermenge zu bahnen. Sie forderte durch Lautsprecher dazu auf, den Platz freizumachen, was aber von vielen Jugendlichen nicht befolgt wurde. Daraufhin drängte sie diese mit körperlicher Gewalt und dem Einsatz von Hunden beiseite. Darauf reagierten einige Jugendliche mit Sprechchören und mit Widerstand. Daraus entwickelte sich eine Straßenschlacht, bei der Polizisten mit Pflastersteinstücken, Bierflaschen, Cafétischen und anderen Gegenständen beworfen wurden und ihrerseits wahllos mit Gummiknüppeln auf die Jugendlichen einschlug. Mehrere brennende Polizeimützen und eine Uniformjacke flogen später unter dem Beifall der Umstehenden durch die Luft.
Durch zusätzliche Einheiten von Bereitschaftspolizei und von zivilen Einsatzkräften des Ministeriums für Staatssicherheit (MfS) wurden die Jugendlichen nach mehreren Stunden eingekesselt und viele von ihnen in den Autotunnel in der Grunerstraße gedrängt. Gegen 23.30 Uhr hatte die Polizei die Situation nach eigenen Angaben unter Kontrolle. Es wurden zahlreiche Jugendliche festgenommen.

## Bilanz
An den Auseinandersetzungen waren nach Augenzeugenberichten etwa 1000 bis 2000 Jugendliche beteiligt. 313 von ihnen wurden an diesem Tag nach Angaben des MfS festgenommen. In den nächsten Tagen wurden nach Nachforschungen in Krankenhäusern und Schulen und durch Denunziationen staatskonformer Jugendlicher weitere 155 Personen festgenommen. Gegen 88 wurden Ermittlungsverfahren mit Haftstrafen zwischen sechs Wochen und zwei Jahren eingeleitet, außerdem gab es Haftstrafen auf Bewährung, Verurteilungen zu gesellschaftlich nützlichen Tätigkeiten und weitere Konsequenzen.
Jeder achte der festgenommenen Jugendlichen stammte aus einem staatlich und gesellschaftlich exponierten Elternhaus, wie von Mitarbeitern im Zentralkomitee der SED, Angestellten in Ministerien und SED-Kreisleitungen, hochrangigen NVA-Offizieren, DDR-Botschaftern, Journalisten und Parteisekretären, wie der Untersuchungsbericht des MfS feststellen musste.
Etwa ein Drittel der Festgenommenen waren Anhänger des 1. FC Union, die nach einem Fußballspiel in Köpenick gemeinsam zum Alexanderplatz gefahren waren.
Offiziell wurden 66 Volkspolizisten verletzt, mit Prellungen, Platzwundem, Hämatomen und Schnittwunden. Zwei starben an diesem Tag, einer durch einen Messerstich und einer erschlagen durch einen vollen Bierkasten. Zwei weitere erlagen in den folgenden Tagen ihren Verletzungen. Ein Mädchen starb an den Folgen des Sturzes in den Lüftungsschacht. Die genaue Zahl der verletzten Jugendlichen und die Schwere ihrer Verletzungen ist nicht bekannt.
Sämtliche Fensterscheiben im Erdgeschoss des Fernsehturms wurden zerschlagen, Pflastersteine herausgerissen, die Außenanlagen des Straßencafés verwüstet und weitere Zerstörungen angerichtet. Der gesamte Sachschaden wurde auf etwa 50.000 Mark berechnet.

## Augenzeugenberichte
Ein West-Berliner Studentenpaar berichtete

„Als wir dazukamen, sahen wir, wie hinter einer Metallwand in der Ecke des Pavillons am Fernsehturm gerade eine brennende Uniformmütze und -jacke durch die Luft fliegen – unter dem gellenden Beifall der Umstehenden. Neben uns sagte ein junger Mann: »Da wird ein Bulle fertiggemacht.«“

Der französische Korrespondent Jean-Marcel Bouguerreau bestätigte 

„Als ich dazukomme, jonglieren die Jugendlichen mit zwei brennenden Mützen. Einer versichert mir, sie hätten einen Polizisten entkleidet und seine Uniform verbrannt. (...) Die verschiedensten Geschosse regnen auf die Polizei nieder: Steine, Flaschen. Stühle. Einige verletzte Polizisten werden fortgetragen. Andere ziehen sich unter den Freudenschreien des gesamten Platzes zurück.“

Ein Ost-Berliner jugendlicher Beteiligter berichtete 

„Jungen wie Mädchen werden zusammengedroschen – panische Angst –, Leute schieben Müllcontainer auf die Bullenketten zu, schlagen mit Flaschen um sich, können ausbrechen, versuchen, sich in Wohnungen zu verstecken, Bewohner haben Angst, kippen heißes Wasser auf Jugendliche.“

Die Ost-Berlinerin Margitta Kupler beobachtete die weitere Entwicklung von einem naheliegenden Hochhaus in der Rathausstraße

„Es war ein beängstigendes Bild. Der Alex war mit Wasserwerfern voll. Von hinten kam die Bereitschaftspolizei.“

Die Beschreibungen von Karl Winkler sind teilweise literarische Fiktionen und widersprechen sich. In einigen Details davon Angaben von Augenzeugen.

## Reaktionen
In den westlichen Medien wurde ausführlich über die Vorgänge berichtet. Die DDR-Nachrichtenagentur ADN und die Tageszeitungen gaben abgemilderte und beschönigende Darstellungen.
Die entstandenen Sachschäden wurden in den nächsten Stunden wieder behoben, so dass am nächsten Tag keine Spuren der Ereignisse mehr zu erkennen waren.
Danach wurden umfassende Vorsorgemaßnahmen getroffen, um ähnliche Ausschreitungen in der Zukunft zu verhindern. Bei den Feierlichkeiten zum 60. Jahrestag der Oktoberrevolution am 7. November 1977 spielten keine Beatgruppen mehr auf dem Alexanderplatz, sondern nur Schlagergruppen und Ensembles. Bei allen größeren Volksfesten und Großveranstaltungen wurden zusätzliche Vorkehrungen getroffen. Außerdem bemühte sich das MfS verstärkt, jugendliche Inoffizielle Mitarbeiter zu gewinnen, um kritische Jugendgruppen besser beobachten und zersetzen zu können.